# Justicia humblotii
Justicia humblotii är en akantusväxtart som beskrevs av Raymond Benoist. Justicia humblotii ingår i släktet Justicia och familjen akantusväxter. Inga underarter finns listade i Catalogue of Life.